# VL Pyry
VL Pyry (bão tuyết) là một loại máy bay huấn luyện phi công tiêm kích của Phần Lan, do nhà máy chế tạo máy bay nhà nước (Valtion lentokonetehdas) chế tạo cho Không quân Phần Lan.

## Quốc gia sử dụng
Phần LanKhông quân Phần Lan

## Tính năng kỹ chiến thuật (VL Pyry)
Đặc điểm tổng quát
- Kíp lái: 2
- Chiều dài: 7.70 m (25 ft 3 in)
- Sải cánh: 9.80 m (32 ft 2 in)
- Chiều cao:  ()
- Trọng lượng rỗng: 1045 kg ()
- Trọng lượng cất cánh tối đa: 1,535 kg (3,380 lb)
- Động cơ: 1 × Wright R-975-E3 Whirlwind, 313 kW (420 hp)

 Hiệu suất bay 